# Sede titolare di Teodosia
Teodosia (in latino: Theodosiensis) è una sede titolare soppressa della Chiesa cattolica.
Eubel identifica questa sede con la città romana di Theodosia nel Ponto Eusino, nella regione della Tauride, l'odierna penisola di Crimea. La città assunse in seguito il nome di Caffa, oggi Feodosia.
La cronotassi dei vescovi titolari di Teodosia si integra e completa con quella di Caffa.

## Cronotassi degli arcivescovi titolari
- Andrzej Wilczynski † (13 ottobre 1608 - luglio 1627 deceduto)
- Andrzej Gembicki † (10 gennaio 1628 - 19 aprile 1638 nominato vescovo di Luc'k)
- Jan Madalinski † (16 aprile 1640 - 1644 deceduto)
- Domenico de' Marini † (2 dicembre 1669 - 27 aprile 1676 deceduto)
- Francesco de' Marini † (27 aprile 1676 - 1700 deceduto)
- Ulisse Giuseppe Gozzadini † (8 settembre 1700 - 15 aprile 1709 nominato cardinale presbitero di Santa Croce in Gerusalemme)
- Domenico Zauli † (6 maggio 1709 - 1º marzo 1722 deceduto)
- Prospero Lorenzo Lambertini † (12 giugno 1724 - 20 gennaio 1727 nominato arcivescovo, titolo personale, di Ancona e Numana, poi eletto papa con il nome di Benedetto XIV)
- Antonio Francesco Valenti † (20 gennaio 1727 - 15 maggio 1731 deceduto)
- Joseph-Dominique d'Inguimbert, O.Cist. † (17 dicembre 1731 - 25 maggio 1735 nominato arcivescovo, titolo personale, di Carpentras)
- Filippo Carlo Spada † (19 dicembre 1738 - 22 gennaio 1742 nominato patriarca titolare di Alessandria)
- Michele Maria Vincentini † (25 maggio 1742 - 6 luglio 1754 deceduto)
- Giorgio Maria Lascaris, C.R. † (22 luglio 1754 - 20 dicembre 1762 nominato patriarca titolare di Gerusalemme)
- Scipione Borghese † (5 luglio 1765 - 10 settembre 1770 nominato cardinale presbitero di Santa Maria sopra Minerva)
- Giovanni Ottavio Manciforte Sperelli † (17 giugno 1771 - 11 dicembre 1780 creato cardinale)
- Ferdinando Maria Saluzzo † (25 giugno 1784 - 13 luglio 1784 nominato arcivescovo titolare di Cartagine)